# 埃斯卡庞伊什
埃斯卡庞伊什是葡萄牙阿威罗区的一个堂区。总面积5.44平方公里，总人口3028人，人口密度556.6人/平方公里。